# Nic Cester
Nicholas John Cester (Melbourne, 6 de julho de 1979) é um músico, cantor, compositor e guitarrista australiano, conhecido por ser o vocalista e líder da banda de rock Jet, ao lado de seu irmão mais novo, Chris. A faixa do Jet, “Are You Gonna Be My Girl”, ganhou o prêmio APRA de “Trabalho australiano mais executado no exterior” em 2006 e 2007.

## Biografia
Nicholas John Cester nasceu em 6 de julho de 1979 e cresceu em Melbourne, na Austrália. Ele é o mais velho de quatro irmãos, filho de mãe escocesa e pai australiano de ascendência italiana, John. Seus avós paternos imigraram das províncias de Treviso e Pordenone.
Seu tio, Eugene Cester (também conhecido como Eugene De La Hot Croix Bun), é um dos fundadores da banda de rock satírico TISM. Cester frequentou o St Bedes Boys College em Mentone, Victoria, e vê os Beatles como sua maior influência musical.
Cester e Cameron Muncey formaram uma banda em 1996, durante o ensino médio. [Cester decidiu aprender a tocar guitarra depois de ver seu tio tocar “Blackbird”. A banda Jet é formada por Cester (vocal, guitarra), seu irmão Chris (bateria, percussão, vocal), Muncey (guitarra solo, vocal) e Mark Wilson (baixo, piano, vocal). Quando a Jet começou a se apresentar em clubes, Cester estava trabalhando em uma fábrica local como operador de empilhadeira. A Jet fez vários shows e residências no The Duke of Windsor Hotel, em Chapel Street, Windsor. Dave Powell, da Majorbox Music, os viu tocar em uma noite e decidiu gerenciar o grupo. A banda assinou contrato com a gravadora Elektra depois que seu single de estreia, “Take It Or Leave It”, se tornou um sucesso. 
Cester também é um dos fundadores do supergrupo The Wrights. Em 31 de outubro de 2007, Cester se apresentou ao lado de Powderfinger e Missy Higgins no Concert for a Cure (para mulheres com câncer de mama). Em fevereiro de 2009, Cester se apresentou na comemoração do 50º aniversário da fundação do Myer Music Bowl, em Melbourne, com uma versão cover de “Maybe I'm Amazed”, de Paul McCartney. Em 22 de janeiro de 2010, ele fez um cover da música “Back in Black” do AC/DC com o grupo de rock britânico Muse no Big Day Out. Em 8 de junho, ele a cantou novamente com o Muse no show de San Siro, em Milão.
Cester, juntamente com Davey Lane e Kram, criou um single, “Tomorrow”, para o longa-metragem australiano Tomorrow, When the War Began. Cester aparece no videoclipe “Silk Suits” de Kram como árbitro de tênis ao lado da jogadora de tênis australiana Alicia Molik.
Desde 2017, ele é um dos vocalistas principais do The Jaded Hearts Club. Em 2020, ele lançou dois singles com eles e, em 2 de outubro de 2020, eles lançaram o álbum You've Always Been Here.

## Vida pessoal
Ele fala italiano fluentemente. Cester faz turnês com a banda Jet durante a maior parte do ano, mas quando não programa shows para o exterior, divide seu tempo entre suas casas em Melbourne e Como, na Itália. Em agosto de 2004, seu pai, John, morreu de câncer. Cester escreveu a música “Shine On” para seus irmãos mais novos e primos como uma homenagem. No final de outubro de 2006, Cester foi diagnosticado com nódulos vocais. A Jet remarcou várias datas na Europa, dando-lhe tempo para se recuperar. Ele se casou com sua namorada de longa data, Pia McGeoch. Eles deram as boas-vindas a uma menina no início de 2018.
Cester é um apoiador da The Fred Hollows Foundation, fundada pelo cirurgião oftalmológico Fred Hollows. Em 2008, a banda Jet lançou um videoclipe em homenagem a Hollows.

## Instrumentos

### Elétrico
- Gibson ES-335
- Gibson SG
- Gretsch Duo-Jet.

### Acústico
- Gibson SJ-200 Modern Classic
- Cole Clark FL-3

### Amplificadores
- Hiwatt Amp Head
- Hiwatt Quad Box
- Marshall Quad Box
- Orange Amp Head
- Vox AC30 Heritage Head
- Vox V212 Heritage Cabinet